# العلاقات الفيتنامية المالطية
العلاقات الفيتنامية المالطية هي العلاقات الثنائية التي تجمع بين فيتنام ومالطا.

## مقارنة بين البلدين
هذه مقارنة عامة ومرجعية للدولتين:
| وجه المقارنة                                              | فيتنام           | مالطا                                                     |
| --------------------------------------------------------- | ---------------- | --------------------------------------------------------- |
| المساحة (كم2)                                             | 331.69 ألف       | 316                                                       |
| عدد السكان (نسمة)                                         | 94.66 مليون      | 465.29 ألف                                                |
| الكثافة السكانية (ن./كم²)                                 | 285.39           | 147.24 ألف                                                |
| العاصمة                                                   | هانوي            | فاليتا                                                    |
| اللغة الرسمية                                             | اللغة الفيتنامية | اللغة المالطية، لغة إنجليزية                              |
| العملة                                                    | دونغ فيتنامي     | يورو، ليرة مالطية                                         |
| الناتج المحلي الإجمالي (بليون دولار)                      | 234.19 مليار     | 12.54 مليار                                               |
| الناتج المحلي الإجمالي (تعادل القوة الشرائية) بليون دولار | 553.42 مليار     | 14.68 مليار                                               |
| الناتج المحلي الإجمالي الاسمي للفرد دولار أمريكي          | 2.48 ألف         | 22.60 ألف                                                 |
| الناتج المحلي الإجمالي للفرد دولار أمريكي                 | 5.63 ألف         |                                                           |
| مؤشر التنمية البشرية                                      | 0.666            | 0.839                                                     |
| رمز المكالمات الدولي                                      | +84              | +356                                                      |
| رمز الإنترنت                                              | .vn              | .mt                                                       |
| المنطقة الزمنية                                           | ت ع م+07:00      | توقيت وسط أوروبا، ت ع م+01:00، ت ع م+02:00، أوروبا/مالطا ‏ |

## منظمات دولية مشتركة
يشترك البلدان في عضوية مجموعة من المنظمات الدولية، منها:
| علم المنظمة | اسم المنظمة                        | تاريخ انضمام فيتنام | تاريخ انضمام مالطا |
| ----------- | ---------------------------------- | ------------------- | ------------------ |
|             | يونسكو                             | 6 يوليو 1951        | 10 فبراير 1965     |
|             | وكالة ضمان الاستثمار متعدد الأطراف | 5 أكتوبر 1994       | 12 سبتمبر 1990     |
|             | الأمم المتحدة                      | 20 سبتمبر 1977      | 1 ديسمبر 1964      |
|             | الفريق المعني برصد الأرض           | ?                   | ?                  |
|             | الاتحاد البريدي العالمي            | ?                   | ?                  |
|             | البنك الدولي للإنشاء والتعمير      | 21 سبتمبر 1956      | 26 سبتمبر 1983     |
|             | المنظمة الهيدروغرافية الدولية      | ?                   | ?                  |
|             | الاتحاد الدولي للاتصالات           | 24 سبتمبر 1951      | 1965               |
|             | منظمة حظر الأسلحة الكيميائية       | ?                   | ?                  |
|             | مؤسسة التمويل الدولية              | 4 أغسطس 1967        | 1 يونيو 2005       |
|             | منظمة التجارة العالمية             | 11 يناير 2007       | ?                  |
|             | منظمة الشرطة الجنائية الدولية      | ?                   | ?                  |

## وصلات خارجية
- موقع وزارة الخارجية الفيتنامية
- موقع وزارة الخارجية المالطية